# Joachim Rühle

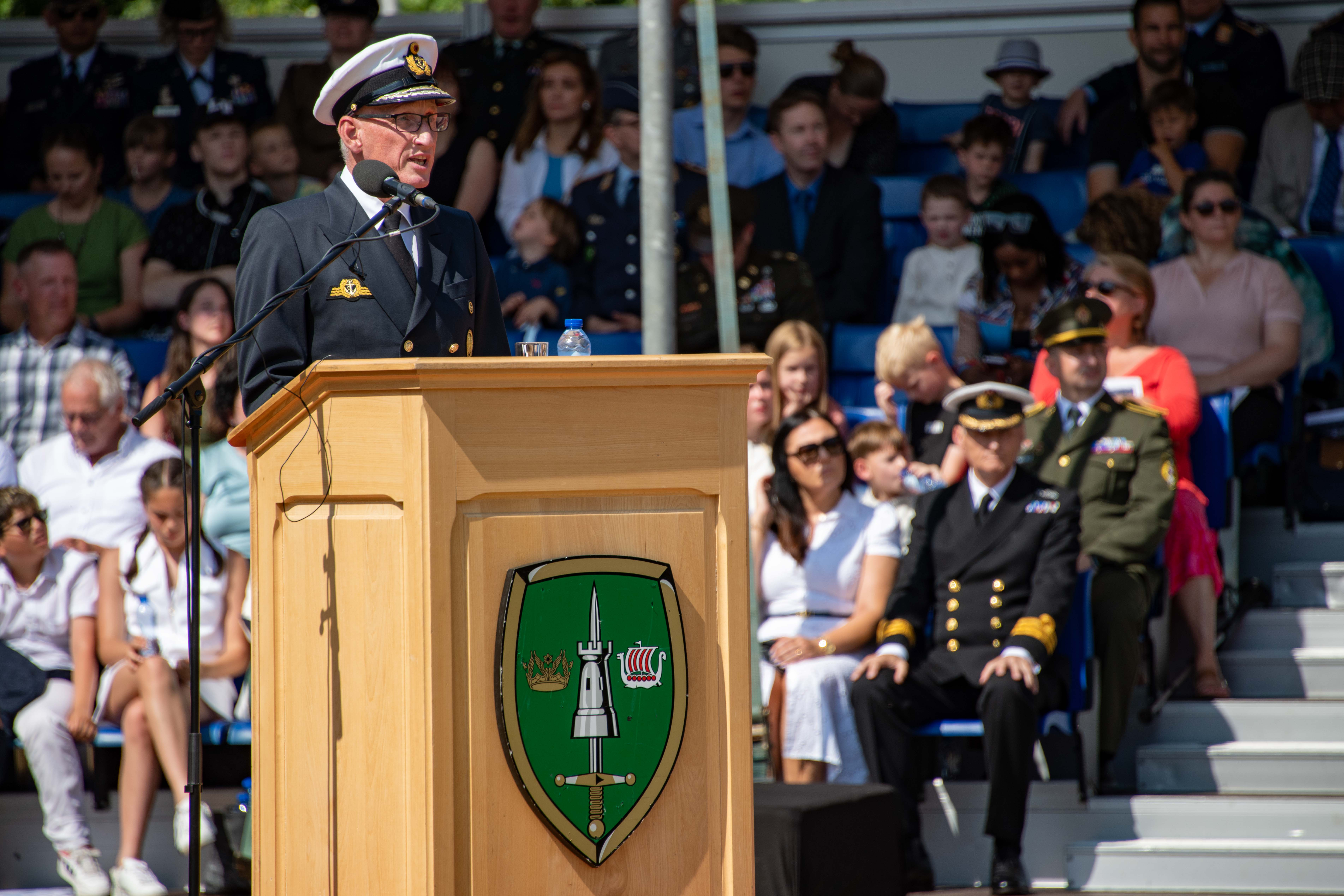
Admiral Joachim Rühle, 70th Anniversary of Allied Joint Force Command Brunssum, 23. Juni 2023

Joachim Georg Rühle  (* 1. Mai 1959 in Stuttgart) ist ein Admiral außer Dienst der Deutschen Marine. Er war in seiner letzten Verwendung bis zum 24. September 2024 Chef des Stabes des Supreme Headquarters Allied Powers Europe (SHAPE) in Mons (Belgien).

## Militärischer Werdegang
Beförderungen
- 1981 Leutnant zur See
- 1987 Kapitänleutnant
- 1993 Korvettenkapitän
- 1996 Fregattenkapitän
- 2003 Kapitän zur See
- 2008 Flottillenadmiral
- 2010 Konteradmiral
- 2012 Vizeadmiral
- 2020 Admiral

Rühle trat mit der Crew VII/78 in die Bundesmarine ein und wurde an der Marineschule Mürwik, auf der Gorch Fock und der Deutschland zum Offizier ausgebildet. Ab 1979 studierte er Maschinenbau an der Helmut-Schmidt-Universität – Universität der Bundeswehr Hamburg. Anfang 1983 wurde er Diplom-Ingenieur. Anschließend folgte die Ausbildung zum Seeoffizier mit der Verwendung als Wachoffizier auf den Schnellbooten Greif und Albatros.
Ab Oktober 1987 wurde er Adjutant von Konteradmiral Gustav Carl Liebig beim Territorialkommando Schleswig-Holstein. Danach durchlief er die seetaktische Offizierausbildung (B-Lehrgang). Auf diesen Ausbildungsabschnitt folgte die Verwendung an Bord des Zerstörers Lütjens in diversen operativen Aufgaben, zuletzt als Schiffseinsatzoffizier. Zwischenzeitlich war er Chef des Stabes in der DESEX 1992.

### Stabsoffizier
Im 35. „Lehrgang Generalstabsdienst/Admiralstabsdienst National“ von 1993 bis 1995 an der Führungsakademie der Bundeswehr wurde Rühle zum Offizier im Generalstabsdienst ausgebildet. Anschließend kam er als Referent für strategische Angelegenheiten zum Führungsstab der Streitkräfte. Von 1997 bis 1999 war er Personalführer im Personalamt der Bundeswehr.
Im September 1999 wurde er als Erster Offizier auf der Fregatte Emden eingesetzt. 2000 wurde er Kommandant des Zerstörers Mölders und war 2001/02 Lehrgangsteilnehmer am Naval War College in Newport (Rhode Island). In einer Austauschverwendung verbrachte er danach sechs Monate in der Abteilung für Personalmanagement der Robert Bosch GmbH. Als Folgeverwendung erwartete ihn ab 2003 ein Einsatz als Dezernatsleiter im Personalamt der Bundeswehr.
Ende 2004 übernahm er die Leitung der Umstrukturierungsgruppe Einsatzflottille 2 im Flottenkommando. Während dieser Zeit wurde er auch als Commander Task Group für den Standard Einsatzausbildungsverband Flotte (SEF) eingesetzt. Von 2005 bis 2008 diente er als Referatsleiter in der Planungsabteilung des Führungsstabs der Streitkräfte im Bundesministerium der Verteidigung für den Bereich NATO und EU Streitkräfte Planung sowie für Standardisation and Interoperability und Concept Development & Experimentation of the Bundeswehr.

### Flaggoffizier
2008 trat er den Posten des Unterabteilungsleiters I Militärisches Personal in der Abteilung Personal-, Sozial- und Zentralangelegenheiten im Bundesministerium der Verteidigung an. Von April 2010 an vertrat er Deutschland als Director Knowledge Management im Allied Joint Force Command Naples. Am 29. März 2012 wurde er von Thomas de Maizière zum Leiter der Abteilung Planung ernannt. Diese Abteilung wurde im Zuge der Neuausrichtung der Bundeswehr und der damit verbundenen Umorganisation des Ministeriums neu gebildet. Zum 1. Oktober 2014 übernahm Rühle die Leitung der Abteilung Personal im Bundesministerium der Verteidigung von Generalleutnant Wolfgang Born.
Rühle wurde am 20. Juli 2017 Nachfolger von Generalleutnant Markus Kneip als Stellvertreter des Generalinspekteurs der Bundeswehr und Beauftragter für Reservistenangelegenheiten. Diesen Posten hat er im April 2020 an Generalleutnant Markus Laubenthal übergeben. Nach vorbereitender Ausbildung und Ernennung zum Admiral übernahm Rühle am 30. September 2020 den Dienstposten als Chef des Stabes des Supreme Headquarters Allied Powers Europe (SHAPE) in Mons (Belgien). Auch hier folgte er auf General Markus Kneip. Am 24. September 2024 übergab er seinen Dienstposten an General Markus Laubenthal. Rühle wurde am 25. September 2024 mit einem Großen Zapfenstreich verabschiedet und trat zum 30. September 2024 in den Ruhestand.

## Auszeichnungen
Unvollständige Liste
- Ehrenkreuz der Bundeswehr in Gold.